# Martez Harrison
Martez Harrison (Kansas City, Misuri, 1 de octubre de 1993) es un exbaloncestista estadounidense. Con 1,80 metros de estatura, jugaba en la posición de base.

## Trayectoria deportiva

### Universidad
Jugó durante cuatro temporadas con los Kangaroos de la Universidad de Misuri en Kansas City, en las que promedió 16,7 puntos, 3,1 rebotes, 4,0 asistencias y 1,6 robos de balón por partido. En 2015 fue elegido Jugador del Año de la Western Athletic Conference e incluido en el mejor quinteto de la conferencia. Previamente, en su primera temporada fue elegido además mejor debutante.

### Profesional
Tras no ser elegido en el Draft de la NBA de 2017, el 4 de septiembre de ese año firmó su primer contrato profesional con los Glasgow Rocks de la British Basketball League. Únicamente llegó a disputar nueve partidos, en los que promedió 10,8 puntos y 3,7 rebotes, antes de ser cortado en el mes de noviembre.